# Le chant des poètes révoltés / Vol 2

Portada

Le chant des poètes révoltés / Vol 2 es un disco de estudio de Los Calchakis, grabado en 1978 con el sello francés ARION, supone una segunda continuación del exitoso trabajo Le chant des poètes révoltés / Vol 1, donde Los Calchakis vuelven a musicalizar una serie de obras líricas de destacados poetas comprometidos por la justicia social.

## Lista de canciones
| N.º | Título                                                   | Música                                               | Duración |  |
| 1.  | «Galopa Murrieta»                                        | Pablo Neruda y Manuel Picón                          |          |  |
| 2.  | «Guitarra nueva»                                         | H. Miranda y A. Ariel                                |          |  |
| 3.  | «Homenaje a Víctor Jara»                                 | Víctor Jara y Héctor Miranda                         |          |  |
| 4.  | «Lo único que tengo»                                     | Víctor Jara                                          |          |  |
| 5.  | «No sé por qué piensas tú»                               | Nicolás Guillén y Horacio Guarany                    |          |  |
| 6.  | «Versos sencillos»                                       | José Martí y A. Mª Miranda                           |          |  |
| 7.  | «Milonga de andar lejos»                                 | Daniel Viglietti                                     |          |  |
| 8.  | «Coplas en la noche»                                     | Atahualpa Yupanqui y A. Mª Miranda                   |          |  |
| 9.  | «Adelante»                                               | Pedro Bonifacio PalaciosAlmafuerte] y Osvaldo Montes |          |  |
| 10. | «Tríptico para Ernesto Che Guevara: Yo pregunto por qué» | H. Miranda y A. Ariel                                |          |  |
| 11. | «Puerto de Tuxpan»                                       | H. Miranda y A. Ariel                                |          |  |
| 12. | «La higuera»                                             | A. Ariel                                             |          |  |
| 13. | «Peoncito de estancia»                                   | Linares Cardozo                                      |          |  |
| 14. | «Homenaje a Violeta Parra»                               | H. Miranda y A. Ariel                                |          |  |
| 15. | «Y arriba quemando el Sol»                               | Violeta Parra                                        |          |  |
| 16. | «Dos cuerpos»                                            | Octavio Paz y Aldo Ariel                             |          |  |

## Integrantes
- Héctor Miranda
- Aldo Ariel
- Carlos Morales
- José Marti
- Alberto Rodríguez